# 12247 Michaelsekerak
12247 Michaelsekerak este o planetă minoră (asteroid) din centura de asteroizi. A fost descoperită pe 14 septembrie 1988 la Observatorio de Cerro Tololo⁠(d) de Schelte J. Bus. 
Obiectul prezintă o orbită caracterizată de o semiaxă mare de 3,0436789 UAi, o excentricitate de 0,18, o înclinație de 1,27026 ° în raport cu ecliptica.